# Estreito de Euripo

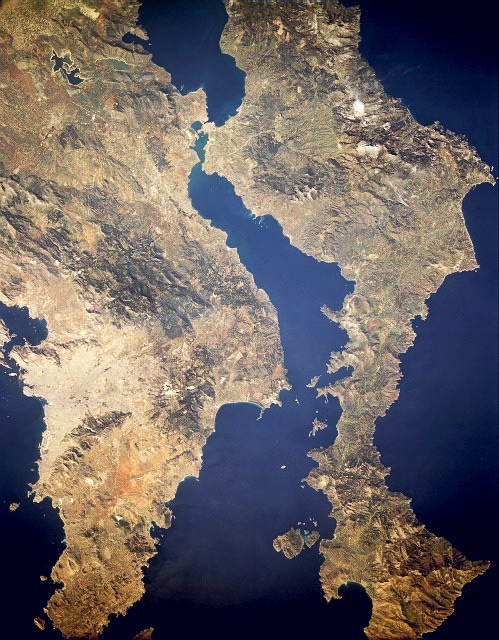
Imagem de satélite que mostra o estreito de Euripo entre a Beócia (em cima) e Eubeia (em baixo).

O estreito de Euripo (em grego: Εύριπος), é um estreito que separa em dois o golfo de Eubeia, que por sua vez separa a ilha grega de Eubeia, no mar Egeu, da Beócia na península grega. Está sujeito às correntes de fortes marés que invertem a direcção várias vezes por dia. O seu porto principal é Cálcis em Eubeia, que está situado no ponto mais estreito.

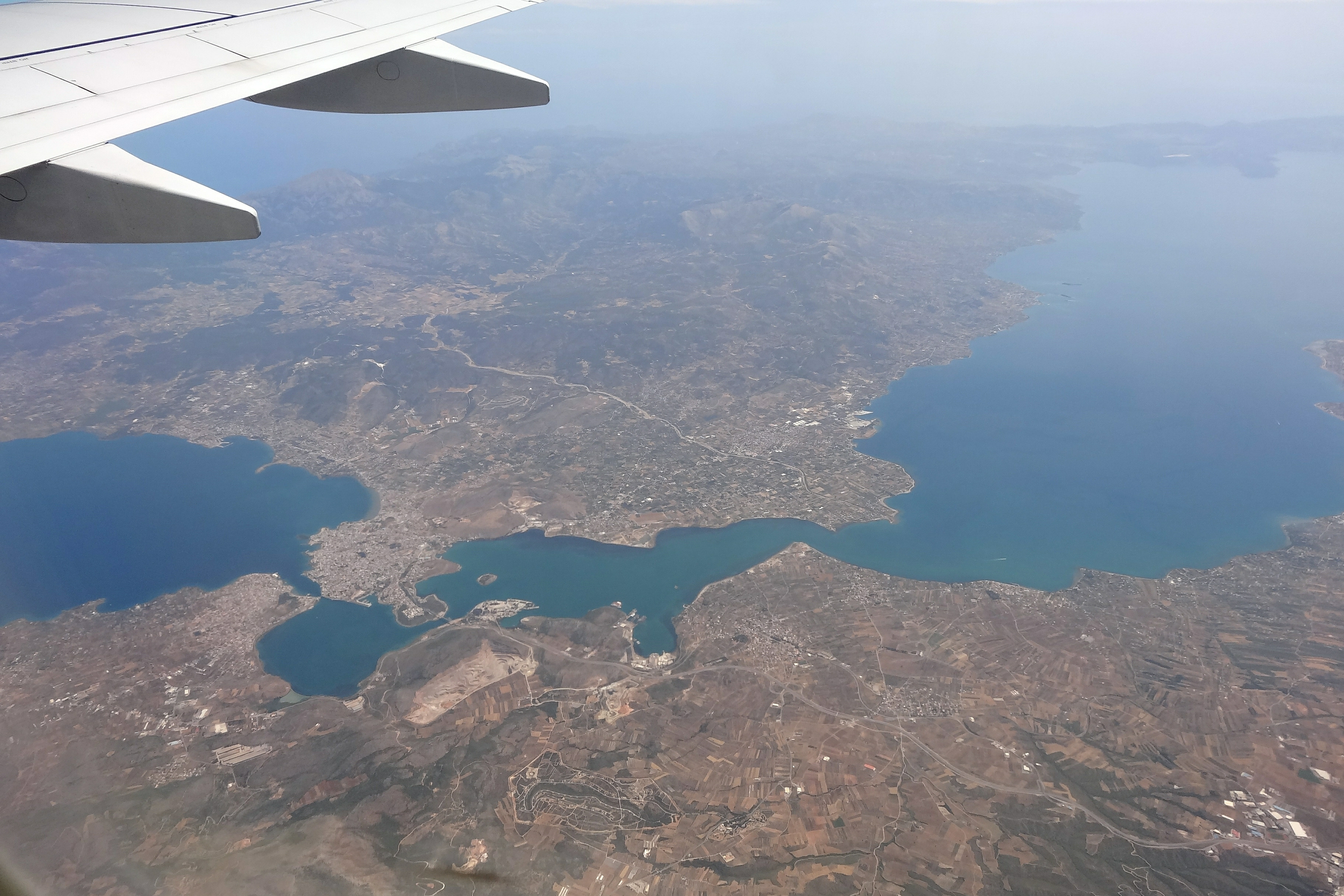
Vista aérea do estreito.

No Fédon, Platão faz Sócrates usar a maré de Euripo como uma comparação para coisas que "vão acima e abaixo" ao descrever o pensamento daqueles que defendem que nada é firme ou estável (Fédon, 90c).
Há duas pontes que cruzam o estreito, ambas em Cálcis. Uma é pênsil com uma arcada de 215 metros. O estreito tem 160 m de largura neste ponto. A outra ponte é basculante e pode ser aberta para permitir o tráfego de navios pelo estreito. Está situada no ponto mais estreito, onde a largura é 38 m.
É provável que no passado Eubeia tenha estado ligada ao continente, com o qual está relacionada geologicamente, na sua extremidade norte e no local onde agora se encontra o estreito de Euripo, um antigo vale fluvial. Atualmente o estreito tem entre 6 a 8 metros de profundidade e só é navegável para pequenas embarcações. Cálcis tem instalações portuárias em ambas as margens do estreito e existe um estaleiro em Avlis, no lado continental. Em 411 a.C., os Cálquidos e os Beócios construiram um dique e torres no estreito, permitindo que o estreito fosse cruzado a pé.